# Reserva forestal La Florida
La reserva forestal La Florida es un área natural protegida provincial con categoría de reserva natural estricta, ubicada al oeste del departamento Monteros, Tucumán, Argentina. Es la primera reserva provincial del país, creada -como «parque natural La Florida»- en 1936, por Ley Provincial n.º 001646.  Es también un sitio AICA (áreas importantes para la conservación de las aves).

## Características
Es una franja de entre 1.5 y 5 km de ancho que se extiende en sentido Este Oeste por la falda oriental de la Sierra del Aconquija, entre Capitán Cáceres y Sargento Moya, a 60 km de San Miguel de Tucumán, a 12 km de la localidad de Santa Rosa y a 5 km de Ibatín, donde se levantó la primera ciudad capital.
Tiene una superficie de 9882 ha, a una altitud entre 550 a 5400 m s. n. m., entre los 27°1′ y 27°7′ S y los 65° 8’ y 66° O. 
El clima es cálido y húmedo, con veranos de abundantes precipitaciones de origen orográfico que superan los 2500 mm anuales en las zonas altas (entre los 1300 y 1800 m s. n. m.) y que originan múltiples arroyos que discurren por las quebradas. En la estación fría son habituales la neblina nocturna y precipitaciones níveas en las alturas.
En 1978 se construyó la Ruta Provincial 344 que atraviesa en diagonal la reserva, separando del resto de la vegetación una porción de bosque de 250 ha. La ruta constituye un espacio desmontado de unos 45 metros de ancho que generó mayores riesgos para la reserva: residuos, extracción de leña, caza furtiva. En el área, además de la administración de la reserva, está el vivero provincial La Florida, que provee ejemplares para el arbolado público y para recuperación de bosques.

## Objetivos
Preservación de las especies y la biodiversidad, protección de las selvas de yungas y los bosques de alisos.

## Ecorregión
El área de la reserva está en la provincia fitogeográfica de las yungas, con pisos de selva pedemontana, selva montana y bosque montano; y pastizales altoandinos, pertenecientes a la provincia fitogeográfica altoandina.

## Flora
Existen árboles nativos como el horco molle, el pacará o timbó colorado, el nogal, el cedro, el lapacho, el cebil y el jacarandá o tarco. Entre las especies exóticas hay distintos tipos de eucaliptos y pinos.
Se han observado ejemplares de pino del cerro y muchísimas variedades de helechos. 

## Fauna
Entre las especies de aves autóctonas están la amazona tucumana o loro alisero, la monterita de Tucumán, el mirlo acuático gorgirrufo y el gaucho andino, clasificadas como especies vulnerables según BirdLife International; el vencejo parduzco, el cóndor andino y el chorlito cordillerano, clasificadas como especies casi amenazadas; y como especies bajo preocupación menor: erion de frente azul, carpintero andino, halconcito gris, colibrí puneño, pitajo canela, 
tirano ceniciento, bandurrita chaqueña, churrín ceja blanca, cerquero amarillo, payador negro, monterita cabeza negra, canastero rojizo, canastero estriado, yal grande, espinero andino, comesebo puneño, jilguero cara gris, zorzalito boreal, lechucita acanelada, atajacaminos, urracas, búhos, lechuzas y loros.
También habitan la reserva corzuelas y chanchos del monte. 

## Turismo
El área cuenta con múltiples senderos interpretativos y guías capacitados en la reserva.
Se accede por la ruta provincial 324 (ruta interpueblos).